# Rodrigo Fernandes
Rodrigo Camilo Rabello Fernandes (Cuiabá, 7 de fevereiro de 1985), mais conhecido como Jacaré Banguela, é um apresentador, comediante, ator, escritor, diretor e roteirista brasileiro. 

## Blog Jacaré Banguela
Iniciado em 2004, o blog trazia conteúdos variados relacionados a humor, cultura pop e entretenimento. Mudou de linha editorial com o passar dos anos e se transformou em uma plataforma de divulgação do primeiro filme escrito e dirigido pelo comediante, chamado Second Date.

## YouTube
Iniciado em 2009, o canal Jacaré Banguela reúne participações do humorista em programas de TV, como nos canais Fox Sports e Comedy Central, além de webséries originais como Não Fale com o Motorista, que traz entrevistas com personalidades do universo do entretenimento brasileiro.
O canal ainda traz algumas performances como comediante stand-up, vlogs de viagens, além de curtas metragens e outros esquetes cômicos produzidos para a plataforma.

## Carreira no Stand-Up e Televisão
Começou a carreira no stand-up em 8 de fevereiro de 2011, no Estação Stand-up, grupo formado pelos comediantes Murilo Couto, Rafael Studart, Nigel Goodman e Daniel Belmonte.
Em sua primeira performance, ele e Léo Lins substituíram Couto e Belmonte, que não estavam na ocasião. Fernandes então passou a realizar apresentações semanais em casas de comédia do Rio de Janeiro, até a sua mudança para São Paulo, onde seguiu com a carreira.
Em 2010, fez a primeira participação na série original do Multishow, Vendemos Cadeiras. Em 2012, também pela mesma emissora, fez uma breve aparição em Adorável Psicose.
Em fevereiro do mesmo ano, o comediante foi convidado por Rafinha Bastos para dirigir esquetes gravados, além do quadro Digital Shorts do programa Saturday Night Live, da emissora RedeTV!. Este último trazia paródias de videoclipes e comerciais. Rodrigo seguiu como diretor no programa até setembro.
Em 2013, Fernandes participou de um esquete do grupo Porta dos Fundos e também foi convidado para substituir Maurício Cid, do blog humorístico Não Salvo, no quadro Fenômenos do YouTube (posteriormente renomeado para Famosos da Internet), do programa da Eliana. Ingressou no elenco fixo de personalidades, onde permaneceu até 2018.
Entre os anos de 2014 e 2016, Fernandes participou do programa República do Stand-Up, da emissora Comedy Central. Em 2015, também apresentou Bloopers, programa brasileiro gravado na Argentina, que reúne vídeos caseiros e cômicos.

## Carreira no cinema
Estreou nos cinemas em 2013, no filme Entrando Numa Roubada, dirigido por André Moraes e com Deborah Secco no elenco. Já participou de 15 produções nacionais e protagonizou o seu primeiro filme em 2020, em Second Date.

## Turnê Melhores do Mundo
No final de 2015, ele foi convidado pela Companhia de Comédia Os Melhores do Mundo para entrar no elenco durante a temporada de 2016. Com o grupo de artistas, o comediante se apresentou semanalmente ao redor do Brasil ao longo do ano em questão, encerrando a turnê nas cidades de Nova York e Boston, onde as duas últimas performances aconteceram.
Ele e o elenco da companhia receberam o prêmio de Melhor Peça de Humor pelo Risadaria, com o espetáculo Notícias Populares (Edição Extra).

## Livro Tinha Tudo Para Dar Certo Se Não Fosse Eu
Lançado em 2017, o livro Tinha Tudo Para Dar Certo Se Não Fosse Eu!: Crônicas de uma Vida Amorosa de M... é baseado na experiência de vida do autor e reúne 50 histórias cômicas de encontros amorosos desastrosos.

## Especial O Namorado da Minha Namorada
O especial de stand-up é a versão brasileira do show americano My Girlfriend's Boyfriend, do comediante Mike Birbiglia, feito para a Netflix.
Fernandes adquiriu os direitos de adaptação do monólogo com o artista em 2015, mas o espetáculo só estreou em 2017, com apresentações em São Paulo, Brasília, Goiânia, Cuiabá e Uberlândia.
O Namorado da Minha Namorada foi dirigido pelo comediante Oscar Filho.

## Second City (2019-2020)
Fernandes foi o primeiro aluno brasileiro da história do curso Cinema de Comédia, da Harold Ramis Film School. O programa pertence à The Second City University of Chicago, a maior escola de comédia dos Estados Unidos, responsável por lançar as carreiras dos comediantes Tina Fey, Julia Louis-Dreyfus, Bill Murray, Amy Poehler, Steve Carell, Bonnie Hunt, entre outros.
Ele fez parte da turma 2019-2020, sendo também o primeiro aluno da história do Second City a apresentar um longa-metragem, intitulado Second Date, como seu trabalho de conclusão do curso.

Bastidores das gravações do filme Second Date, em Chicago

### Second Date
Desenvolvido totalmente com o apoio de um financiamento coletivo, o filme foi realizado como parte do trabalho de conclusão do curso de Cinema de Comédia da Harold Ramis Film School.
Lançado no final de 2020, Second Date foi dirigido, roteirizado e protagonizado por Fernandes. A comédia foi gravada na cidade de Chicago, durante a pandemia do Coronavírus.

## Filmografia

### Televisão
| Ano       | Título                                             | Personagem      | Notas        |
| --------- | -------------------------------------------------- | --------------- | ------------ |
| 2012      | Adorável Psicose                                   | Ator            |              |
| 2012      | Saturday Night Live                                | Diretor         |              |
| 2013-2018 | Eliana                                             | Jurado          |              |
| 2013      | Fritada                                            | Comediante      | 2ª temporada |
| 2013-2014 | Queimando a Roda                                   | Co-apresentador |              |
| 2014      | Agora É Tarde                                      | Co-apresentador |              |
| 2014-2016 | República do Stand-Up                              | Comediante      |              |
| 2015      | Bloopers                                           | Apresentador    |              |
| 2015      | Fox Para Todos                                     | Repórter        |              |
| 2016      | Tá Rindo Do Quê?                                   | Comediante      |              |
| 2016      | Manual Para Se Defender De Aliens, Ninjas E Zumbis | Ator            |              |
| 2017      | Entre Risos                                        | Apresentador    |              |

### Cinema
| Ano  | Título                                   | Personagem            | Notas                   |
| ---- | ---------------------------------------- | --------------------- | ----------------------- |
| 2013 | Entrando Numa Roubada                    | Mecânico              |                         |
| 2014 | Apneia                                   | Taxista               |                         |
| 2015 | Como Sobreviver A Um Ataque Zumbi        | Figuração             | Filmado em Los Angeles  |
| 2015 | Bingo - O Rei Das Manhãs                 | Palhaço               |                         |
| 2016 | Carrossel 2 - O Sumiço de Maria Joaquina | Cliente da loja       | Cortado da edição final |
| 2016 | Amor.com                                 | Ele mesmo             |                         |
| 2016 | Não Se Aceitam Devoluções                | Oficial de Justiça    |                         |
| 2016 | Internet - O Filme                       | Agente de Youtubers   |                         |
| 2018 | Loop                                     | Dono do bar           |                         |
| 2018 | A Batalha de Shangri-lá                  | Taxista               |                         |
| 2018 | Atração De Risco                         | Carlos                |                         |
| 2018 | O Homem Perfeito                         | Fã                    |                         |
| 2019 | Compro Likes                             | Assistente de Direção |                         |
| 2020 | Second Date                              | Robert                | Disponível on-line      |
| 2021 | Hermanoteu Na Terra De Godah             | Chefe do Exército     |                         |
| 2023 | A Menina Que Matou os Pais: A Confissão  | Delegado Aldo         |                         |
| 2024 | Turma da Mônica Jovem: Reflexos do Medo  | Falcolni              |                         |

## Teatro
| Ano  | Título                                | Personagem    | Notas    |
| ---- | ------------------------------------- | ------------- | -------- |
| 2014 | Retirantes                            |               | Stand-up |
| 2014 | Eri Johnson Pra Ver Se Lota           | Narrador      |          |
| 2015 | Um Milhão de Anos em Uma Hora         |               |          |
| 2015 | Nando Viana em O Pior Aluno Da Escola | Narrador      |          |
| 2016 | Cia de Comédia Os Melhores do Mundo   | Vários papéis |          |
| 2016 | Totalmente Desnecessário              |               | Stand-up |
| 2017 | O Namorado da Minha Namorada          |               | Monólogo |
| 2018 | IRON(!)A                              |               | Stand-up |